# Georg Eder (Erzbischof)

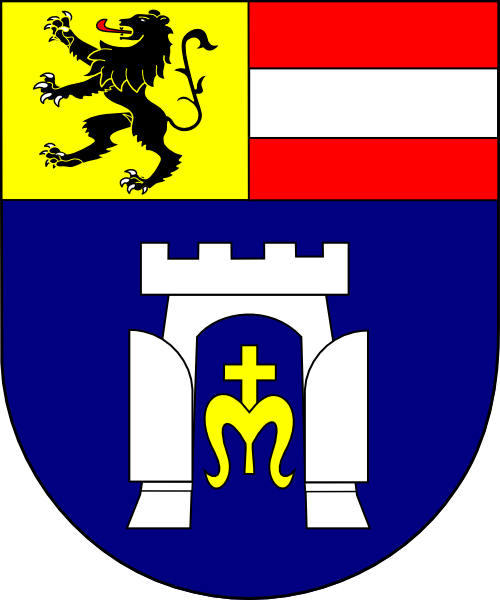
Wappen Georg Eders, Erzbischof von Salzburg (1989–2002)

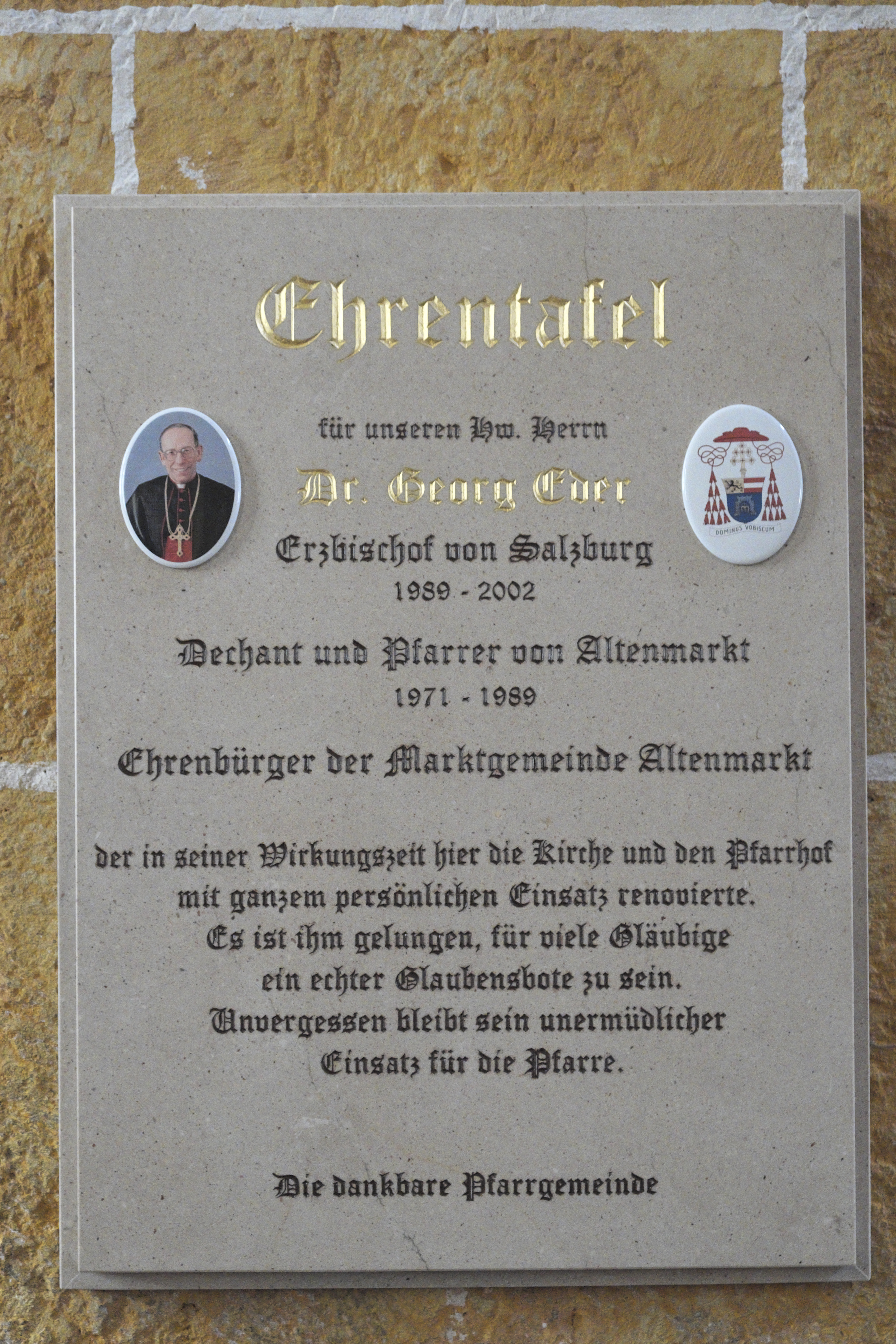
Ehrentafel für Erzbischof Eder in Altenmarkt (mit Fotoporträt)

Georg Eder (* 6. März 1928 in Mattsee; † 19. September 2015 ebenda) war 1989 bis 2002 Erzbischof von Salzburg.

## Leben
Georg Eder wurde 1928 auf dem Gräblerbauernhof in Mattsee im nördlichen Salzburger Flachgau geboren. 1946 trat er in das erzbischöfliche Gymnasium Borromäum in Salzburg ein und legte dort nach fünf Jahren die Matura ab. Anschließend trat Eder in das Priesterseminar der Erzdiözese Salzburg ein. Am 15. Juli 1956 empfing er im Dom zu Salzburg von Erzbischof Andreas Rohracher die Priesterweihe. Er war Kaplan in Zell am See und wurde 1960 zum bischöflichen Sekretär bestellt. In den nächsten Jahren setzte Eder seine theologischen Studien fort und schloss diese 1964 bei Josef Dillersberger mit einer bibelwissenschaftlichen Dissertation über das Wirken des Heiligen Geistes bei Joh 14 ab.
1965 wurde Eder Pfarrer von Lofer, gleichzeitig war er als Ministrantenseelsorger der Erzdiözese tätig. Von 1968 bis 1970 war er als Generalsekretär für die Anliegen des Tiroler Anteils der Erzdiözese in Wörgl zuständig. 1970 wurde er Pfarrer von Altenmarkt im Pongau, 1981 bis 1989 Dechant vom Dekanat Altenmarkt.
Am 21. Dezember 1988 wählte das Domkapitel von Salzburg Georg Eder aus einem Dreiervorschlag des Heiligen Stuhls zum 88. Nachfolger des heiligen Rupert von Salzburg und 77. Erzbischof von Salzburg. Die Ernennung durch Papst Johannes Paul II. erfolgte am 17. Jänner 1989. Die Bischofsweihe spendete ihm sein Vorgänger, Erzbischof Karl Berg, am 26. Februar desselben Jahres; Mitkonsekratoren waren Johann Weber, Bischof von Graz-Seckau, und Jakob Mayr, Weihbischof in Salzburg. Am 15. August 1989 fand im Salzburger Dom die feierliche Investitur mit dem Pallium statt, das als Vertreter des Heiligen Vaters der Präfekt der Glaubenskongregation, Kardinal Joseph Ratzinger, überreichte.
Im Januar 2002 verglich Eder dienstliche Maßnahmen des Bayerischen Kultusministeriums unter Monika Hohlmeier (CSU) gegen einzelne Mitglieder der Auerbacher Schulschwestern mit den Methoden des Naziregimes; die Methoden glichen sich und einzig die Akteure hätten sich geändert. Er räumte „eigene gute Erfahrungen“ mit dem Engelwerk ein und bestritt, dass es sich dabei um eine Sekte handle. (siehe auch Hauptartikel).
Am 23. November 2002 wurde Eders Rücktritt aus gesundheitlichen Altersgründen von Papst Johannes Paul II. angenommen; er war Apostolischer Administrator der Erzdiözese, bis am 10. Jänner 2003 als Alois Kothgasser seine Nachfolge antrat.

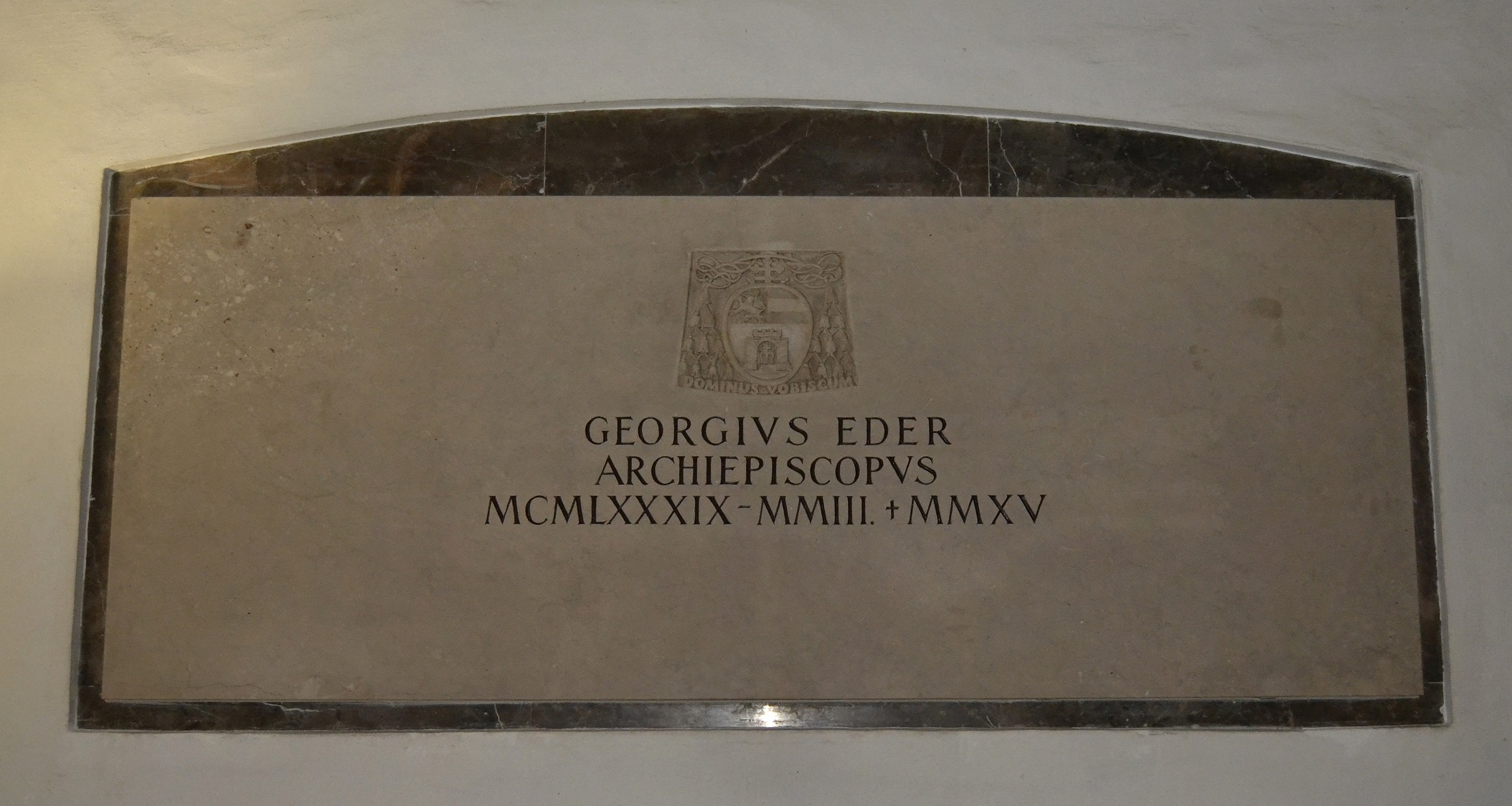
Grab von Erzbischof Georg Eder (Dom zu Salzburg. Krypta)

Nach seinem Tod am 19. September 2015 wurde Alterzbischof Eder am 26. September in der Krypta des Salzburger Doms beigesetzt. Den Trauergottesdienst leiteten seine Nachfolger Kothgasser und Lackner. Entsprechend den testamentarischen Wünschen Eders wurde die Predigt vom Salzburger Weihbischof Andreas Laun gehalten.

## Wirken
Um das innerkirchliche Gespräch zu fördern und die Einheit mit der Gesamtkirche zu sichern, wurde durch Eder das Diözesanforum einberufen, welches von 1994 bis 1996 tagte.
Durch seine pointiert konservativen Ansichten zum kirchlichen Wertverständnis und insbesondere zur Sexualmoral stand er regelmäßig im Mittelpunkt des Medieninteresses. Auch in Bezug auf die Ökumene galt Eder als ausgesprochen konservativ. So verhinderte er einen ökumenischen Trauergottesdienst für die 155 Toten der Brandkatastrophe im Gletscherbahn-Tunnel des Kitzsteinhorns im Salzburger Dom.
Georg Eder engagierte sich für zahlreiche Sozialprojekte im Heiligen Land.

## Ehrungen und Auszeichnungen
- Ritter vom Heiligen Grab (Großoffizier; 1990)
- Ehrenbürger in Altenmarkt im Pongau (1989)
- Großes Ehrenzeichen des Ehrenzeichens des Landes Salzburg (1996)
- Großes Goldenes Ehrenzeichen mit dem Stern für Verdienste um die Republik Österreich (1997)[7]
- Ehrenzeichen des Landes Tirol (2000)
- Großkreuz des Ehrenzeichens des Landes Salzburg (2003)
- Ring der Stadt Salzburg (2003)

1990 wurde er – als Erzbischof von Salzburg – von Kardinal-Großmeister Giuseppe Kardinal Caprio zum Großoffizier des Ritterordens vom Heiligen Grab zu Jerusalem ernannt und am 15. März 1990 im Salzburger Dom durch Gebhard Koberger CanReg, Großprior der österreichischen Statthalterei, investiert.

## Schriften
- Neue Wege der Verkündigung. Österreichisches Pastoralinstitut, Wien 2000.
- Herbstsaat. Amt für Kommunikation und Öffentlichkeitsarbeit, Erzdiözese Salzburg, Salzburg 2006, ISBN 3-9501948-0-0.
- Ein Hirte spricht. Prophetische Worte von Erzbischof Georg Eder. Hirtenbriefe 1989–2002, Salzburg, hrsg. von Ignaz Steinwender. Fe-Medienverlag, Kißlegg 2016, ISBN 978-3-86357-165-8